# Huoshaoping (sockenhuvudort i Kina, Hubei Sheng, lat 30,51, long 110,73)
Huoshaoping (kinesiska: 火烧坪, 火烧坪乡) är en sockenhuvudort i Kina. Den ligger i provinsen Hubei, i den centrala delen av landet, omkring 340 kilometer väster om provinshuvudstaden Wuhan. Antalet invånare är 7 753. Befolkningen består av 3 691 kvinnor och 4 062 män. Barn under 15 år utgör 14,0 %, vuxna 15-64 år 75 %, och äldre över 65 år 10,0 %.
Runt Huoshaoping är det ganska tätbefolkat, med 116 invånare per kvadratkilometer. Närmaste större samhälle är Ziqiu, 9,1 km sydväst om Huoshaoping. Trakten runt Huoshaoping består till största delen av jordbruksmark.
Genomsnittlig årsnederbörd är 1 631 millimeter. Den regnigaste månaden är september, med i genomsnitt 258 mm nederbörd, och den torraste är december, med 20 mm nederbörd.